# Thomas von Cantimpré
Thomas von Cantimpré, auch Thomas Cantimpratensis, Thomas Brabantinus, oder Thomas van Bellinghen (* 1201 in Bellinghem bei Sint-Pieters-Leeuw; † 1270 oder 1272), war ein belgischer Theologe, Augustiner-Chorherr und Dominikaner, Naturforscher und Enzyklopädist des 13. Jahrhunderts. 
Im Alter von fünf Jahren wurde der in Belinghem südwestlich von Brüssel geborene Thomas aufgrund eines Gelübdes seines Vaters in ein Kloster in Lüttich gegeben. Mit sechzehn Jahren wurde er 1217 Kanonikus in der Augustinerabtei zu Cantimpré bei Cambrai. Um 1232 wechselte er aber zum Orden der Dominikaner in Löwen. Bald darauf studierte er in Köln bei Albertus Magnus. Von 1237 bis 1240 hielt er sich im Konvent St. Jacques in Paris auf. 1241 beendete er seinen umfangreiches Liber de natura rerum (das „Buch von Naturen der Ding“), auch veröffentlicht unter dem Titel Liber de naturis rerum, an dem er seit etwa 1225 gearbeitet hatte. 1246 wurde Thomas Subprior und Lektor in Löwen. 
Weil das Studium der Wissenschaft im Dominikanerorden auf wachsenden Widerstand stieß, widmete sich Thomas in seinen letzten Lebensjahren vor allem der Seelsorge. Sein letztes und vielbeachtetes Buch war das Bonum universale de apibus (zwischen 1258 und 1263 vollendet), in dem er am Beispiel des Bienenstaates das Verhältnis zwischen Vorgesetzten und Untergebenen untersucht. 

## Werke
- Liber de natura rerum[2]

Etwa 15 Jahre lang sammelte Thomas Material für sein Liber de natura rerum, eine umfassende Enzyklopädie des damaligen naturkundlichen Wissens für Geistliche, zu der er Werke von Aristoteles, Plinius, Solinus, Ambrosius und Jakob von Vitry und einen anonymen Autor, den er „Experimentator“ nannte, als Quellen benutzte. 
Es umfasste zunächst 19, später 20 Bücher (Kapitel) und wurde in vier volkssprachlichen Übersetzungen herausgegeben.
- Bonum universale de apibus. Kreuzherrenkonvent, Marienfrede um 1460 (Digitalisat)
- Bonum universale de proprietatibus apum. Johann Koelhoff d. Ä., Köln um 1473 (Digitalisat), Köln um 1478–80 (Digitalisat)
- Hagiographien: 
  - über Johannes von Cantimpré
  - über die Begine Maria von Oignies
  - über Christina die Wunderbare von St-Trond
  - über Margarete von Ypern
  - über Lutgard von Tongern, die Schutzpatronin von Flandern